# Ride (zespół muzyczny)
Ride – brytyjska grupa shoegaze'owa założona w 1988 roku.
Na początku lat 90. XX w. zyskała sobie uznanie krytyków, które jednak nie przekładało się na popularność i sprzedaż płyt. Pierwsza płyta zespołu, Nowhere, jest szeroko uznawana za najważniejszą płytę nurtu shoegaze po Loveless My Bloody Valentine, jak również jedną z najlepszych płyt lat dziewięćdziesiątych. W roku 1996 zespół rozpadł się. Wokalista i gitarzysta Ride, Andy Bell, był również basistą Oasis oraz gitarzystą Beady Eye. 19 listopada 2014 roku zespół ogłosił reaktywację.

## Dyskografia

### Albumy studyjne
- Nowhere (1990)
- Going Blank Again (1992)
- Carnival of Light (1994)
- Tarantula (1996)
- Weather Diaries (2017)
- This Is Not A Safe Place (2019)
- Interplay (2024)

### EP
- Ride (1990)
- Play (1990)
- Fall (1990)
- Today Forever (1991)
- Coming Up For Air (2002)

## Przykładowe utwory
- "Unfamiliar". upload.wikimedia.org. [zarchiwizowane z tego adresu (2012-02-23)]. (format Ogg Vorbis)